# Kurt Student
Kurt Student (12 de maig de 1890 – 1 de juliol de 1978) va ser un general de la Luftwaffe alemanya que lluità com a pilot durant la I Guerra Mundial i com a comandant de les tropes Fallschirmjäger (paracaigudistes) durant la II Guerra Mundial.

## Biografia
Student va néixer a Birkholz, un poble de Züllichau-Schwiebus a la província Brandenburg, a Prússia (avui Polònia).
Student ingressà a l'Exèrcit Imperial Alemany com a oficial candidat el 1910 i va ser nomenat tinent al març de 1911. Després de servir inicialment amb un batalló (Jäger) d'infanteria lleugera, va realitzar el curs de pilot el 1913. Serví des de l'inici de la I Guerra Mundial i fins a febrer de 1916 al Feldflieger-Abteilung 17 al Front de Galàcia, i després al Front Occidental en unitats aèries del III Exèrcit, incloent al Jagdstaffel 9 (Jasta 9) (que comandà entre octubre de 1916 fins a maig de 1917). Aconseguí 6 victòries contra aeroplans francesos entre 1916-1917.
Durant el període d'entreguerres intentà que l'aviació militar alemanya no quedés obsoleta. En la postguerra immediata va ser destinat a la recerca militar i a desenvolupament. Va participar en el desenvolupament dels  planejadors, que no estaven prohibits pel Tractat de Versalles. També assistí a les maniobres de la Força Aèria Roja, on tingué el primer contacte amb el concepte de les operacions paracaigudistes.
Després que Adolf Hitler ascendís al poder a Alemanya, la Luftwaffe va ser secretament restablerta. Student va ser transferit del Heer a la Luftwaffe, sent nomenat per Göring com el cap de les escoles d'entrenament de la Luftwaffe, una posició que seria oficial quan el 1935 el Tractat de Versalles va ser denunciat. El juliol del 1938, va ser nomenat comandant de les tropes paracaigudistes, i al setembre era nomenat comandant general de la 7. Flieger-Division, la primera divisió paracaigudista alemanya.
Si bé la divisió no participà en la invasió de Polònia, les seves tropes van demostrar la seva vàlua durant la Blitzkrieg el 1940 als Països Baixos, on les seves tropes van capturar la fortalesa belga d'Eben-Emael. Va resultar accidentalment ferit al cap per foc amic prop de Rotterdam al maig de 1940, una ferida que el deixaria fora de joc durant 8 mesos. De resultes de la seva valentia i lideratge en aquestes operacions va rebre la Creu de Cavaller de la Creu de Ferro.
El gener de 1941, després de restablir-se, va ser nomenat comandant general del XI. Fliegerkorps, el nou comandament per a unes forces paracaigudistes en expansió. Des d'aquesta posició, Student dirigí l'Operació Mercuri, la captura de l'illa de Creta al maig de 1941 (al gener va proposar una operació similar contra les tropes britàniques a Irlanda del Nord, en les mateixes línies que proposava el Plan Kathleen, mentre que Göring li proposava que el seu objectiu hauria de ser la conquesta paracaigudista de Gibraltar, via Operació Fèlix). L'Operació Mercuri va ser un èxit, però l'alt nombre de baixes va fer que Hitler prohibís futures operacions paracaigudistes.
El 1943 planejà l'Operació Roure (Unternehmen Eiche), el triomfal raid conduït per una unitat especial de la Luftwaffe per alliberar al dictador italià Benito Mussolini. El conegut commando de les Waffen SS Otto Skorzeny participà en aquesta operació. Student rebé les Fulles de Roure per a la seva Creu de Cavaller pel seu paper en aquesta operació.
Student va ser enviat a Itàlia i després a França, on participà en la defensa de Normandia el 1944. Va ser posat al capdavant del 1r Exèrcit Paracaigudista i participà en la contenció de l'Operació Horta prop d'Arnhem. Després d'una breu estada al Front Oriental a Mecklenburg el 1945, va ser capturat per les forces britàniques a Slesvig-Holstein a l'abril del mateix any. Va ser presoner de guerra britànic fins a ser alliberat el 1948.

## Promocions
Fähnrich (3 de març de 1910)
 Leutnant (20 de març de 1911)
  Oberleutnant (18 de juny de 1915)
 Hauptman (20 de juny de 1918)
 Major (1 de gener de 1930)
 Oberstleutnant (1 de gener de 1934)
 Oberst (1 d'octubre de 1935)
 Generalmajor (1 d'abril de 1938)
 Generalleutnant – (1 de gener de 1940)
 General der Flieger (29 de maig de 1940)
 Generaloberst (13 de juliol de 1944)

## Condecoracions
Creu de Cavaller de la Creu de Ferro amb Fulles de Roure
 Creu de Cavaller de la Creu de Ferro (18º) (12/05/1940) com Generalleutnant i Kommandeur der Flieger-Division 7
 Fulles de Roure (305º) (27/09/1943) com General der Flieger i Kommandierender General des XI. Flieger-Korps
 Creu de Cavaller del Reial Orde Prussià de Hohenzollern amb espases (5-6-1917)
 Creu de Ferro 1914 de 1a Classe (29/8/1915)
 Creu de Ferro 1914 de 2a Classe (26/9/1914)
- Insígnia de Pilot (Prússia) (27/2/1914)

 Creu de Cavaller de 2a Classe de l'Orde d'Albert de Sächsen amb espases (21/6/1915)
- Copa d'Honor per la Victòria Aèria

 Insígnia de Ferits, 1918 en Negre
- Insígnia Commemorativa de Vol Prussiana (10/9/1919)

 Creu d'Honor 1914-1918 (30/1/1935)
- Insígnia de Pilot de la Luftwaffe (21/5/1935)

 Creu dels 25 anys de Servei a les Forces Armades
 Medalla de l'1 d'octubre de 1938 amb Barra del Castell de Praga (5/6/1939)
- Insígnia Combinada de Pilot/Observador en Oro i Diamants

 Barra de 1939 a la Creu de Ferro 1914 de 1a Classe (20/9/1939)
 Barra de 1939 a la Creu de Ferro 1914 de 2a Classe (20/9/1939)
 Insígnia de Ferits, 1939 en Plata
 Cinta de màniga de Creta